# Paul Harmsworth
Paul Anthony Harmsworth (* 28. September 1963 in Ealing) ist ein ehemaliger britischer Sprinter, der sich auf die 400-Meter-Distanz spezialisiert hat.

## Sportliche Laufbahn
Erste internationale Erfahrungen sammelte Paul Harmsworth im Jahr 1987, als er bei den Halleneuropameisterschaften in Liévin in 46,92 s auf Anhieb die Bronzemedaille über 400 Meter hinter seinem Landsmann Todd Bennett und Momtschil Charisanow aus Bulgarien gewann. Kurz darauf belegte er bei den Hallenweltmeisterschaften in Indianapolis in 46,59 s den fünften Platz. Im Jahr darauf nahm er mit der britischen 4-mal-400-Meter-Staffel an den Olympischen Sommerspielen in Seoul teil und verhalf dem Team dort zum Halbfinaleinzug.

## Persönliche Bestzeiten
- 400 Meter: 45,64 s, 7. August 1988 in Birmingham
  - 400 Meter (Halle): 46,59 s, 7. März 1987 in Indianapolis